# Ferdinand Brunetière
Ferdinand Brunetière (n. 19 iulie 1849, Toulon, Franța – d. 9 decembrie 1906, Paris, Île-de-France, Franța) a fost un critic literar și istoric literar francez.
Adept al pozitivismului și al darwinismului, în studiul evoluției genurilor literare, respinge impresionismul critic.

## Opera
- 1883: Romanul naturalist ("Le Roman naturaliste");
- 1890: Evoluția criticii ("Évolution de la critique");
- 1890: Evoluția genurilor în istoria literaturii ("Évolution des genres dans l'histoire de la littérature");
- 1891 - 1892: Evoluția poeziei lirice în Franța în secolul al nouăsprezecelea ("Évolution de la poésie lyrique en France au dix-neuvième siècle");
- 1891 - 1892: Istoria literaturii franceze clasice ("Histoire de la littérature française classique");
- 1891 - 1892: Istoria teatrului francez ("Histoire du théâtre français");
- 1892: Epocile teatrului francez ("Les époques du théâtre français");
- 1892: Eseu de literatură contemporană ("Essais sur la littérature contemporaine");
- 1898: Manual de istorie a literaturii franceze ("Manuel de l'histoire de la littérature française");
- 1904: Pe drumurile credinței ("Sur les chemins de la croyance");
- 1906: Honoré de Balzac ("Honoré de Balzac");
- 1880 - 1907: Studii critice asupra istoriei literaturii franceze ("Études critiques sur l'histoire de la littérature française").